# Elizabeth Warrington
Pour les articles homonymes, voir Warrington (homonymie).
Elizabeth Kerr Warrington, née en 1931, est une neuropsychologue britannique spécialisée dans l'étude de la démence. Elle est actuellement professeure émérite de neuropsychologie clinique à l'University College de Londres. Elle a auparavant été directrice du service de neuropsychologie du National Hospital for Neurology and Neurosurgery, où elle est également membre du centre de recherche sur la démence de l'Institut de neurologie de l'University College de Londres.

## Biographie
Elizabeth Kerr Warrington naît en 1931. Elle obtient son doctorat en psychologie (sur le traitement des informations visuelles) de l'University College de Londres (Royaume-Uni) dans les années 1950. Elle travaille ensuite en tant que directrice du service de neuropsychologie au National Hospital for Neurology and Neurosurgery dans cette même ville. Depuis 1982, elle est professeure de neuropsychologie clinique à l'Institut de Neurologie de l'University College de Londres, et professeure émérite depuis 1996. Elle est également membre du centre de recherche sur la démence associé à l'University College de Londres, et membre de la Royal Society depuis 1986.
Warrington joue un rôle clé dans le développement de la neuropsychologie cognitive au Royaume-Uni. Ses recherches ont eu des implications au-delà de la sphère clinique, en permettant de découvrir des faits importants sur la façon dont le cerveau humain normal perçoit, enregistre, et parle des mots, des objets et des événements. Elizabeth Warrington établit un certain nombre de différences importantes entre des  capacités cognitives superficiellement similaires, comme la mémoire épisodique et la mémoire sémantique. Elle met également en évidence l'existence de troubles spécifiques à certaines catégories sémantiques, et définit un modèle de troubles cliniques qui est reconnu comme la définition d'une forme de démence, la démence sémantique. Son travail est fondamental pour la compréhension du fonctionnement normal du cerveau humain, ainsi que par son utilisation de méthodes cliniques innovantes pour développer de nombreux tests qui peuvent être utilisés dans le diagnostic des lésions et des maladies cérébrales, y compris la démence, la maladie d'Alzheimer, les lésions cérébrales résultant d'un accident vasculaire cérébral, et les tumeurs. Ses tests peuvent également être utilisés pour suivre la récupération et planifier la rééducation[réf. nécessaire].

## Recherche
Warrington centre son travail de recherche sur les capacités cognitives et leurs déficits. Elle mène des recherches approfondies dans les domaines de la reconnaissance d'objets visuels, de la mémoire et de la démence. Sa recherche joue un rôle important dans la découverte et la caractérisation de la démence sémantique. Elle contribue également à l'élaboration de tests plus précis pour diagnostiquer les troubles cérébraux dégénératifs.
Plusieurs de ses premières études portent sur des patients droitiers qui montrent des signes d'une lésion cérébrale unilatérale due à un accident vasculaire cérébral ou une tumeur. Elle démontre notamment que les personnes atteintes de lésions de l'hémisphère droit ont de grandes difficultés pour reconnaître les objets photographiés sous des angles inhabituels ou dans un éclairage inhabituel. Les résultats de ces études fournissent des preuves de la latéralisation hémisphérique des fonctions cérébrales[source insuffisante] et ont un impact majeur sur la théorie de la reconnaissance des objets de David Marr[source insuffisante].
Elizabeth Warrington découvre par hasard, en collaboration avec Laurent Weiskrantz, une tâche dans laquelle des patients souffrant d'une grave amnésie montraient des signes de la mémoire. Dans la tâche des figures incomplètes de Gollin, certains patients montrent, lors d'une seconde présentation des images, une bonne rétention de celles-ci. Ces patients sont classés comme présentant des signes de mémoire « normale ». Pour valider la découverte d'une mémoire « normale » chez de amnésiques graves, Warrington utilise des tâches de complétion de mots. Dans ces tâches, les patients apprennent une batterie de mots, puis doivent ensuite identifier les mots appris. Les patients sont en mesure d'identifier un mot déjà appris lorsqu'on leur présente les trois premières lettres de ce mot, mais en étant incapables quand on leur donne le choix entre un mots appris et mot inconnu. Ces tests fournissent une preuve supplémentaire de l'existence de différents types de mémoire, maintenant connus comme la mémoire implicite et la mémoire explicite.
Dans un test administré par Warrington et Tim Shallice de l'University College de Londres, la mémoire à court terme d'un patient ayant subi un traumatisme crânien à la suite d'un accident de moto est testée. Même si le patient présente un empan mémoriel de 1 (alors qu'il est normalement compris entre 5 et 9), il est capable de former certains types de souvenirs à long terme. Ces données  suggérent que la mémoire à court terme n'est pas nécessaire pour la formation de souvenirs dans la mémoire à long terme.

### Tests d'évaluation du fonctionnement cognitif
Tout au long de sa carrière, Elizabeth Warrington mène de nombreuses expériences innovantes et développe des tests du fonctionnement cognitif pour mesurer les capacités cognitives d'un patient. Warrington est souvent citée[réf. nécessaire] comme ayant aidé à façonner la psychologie cognitive moderne. De nombreux tests de Warrington sont encore utilisés aujourd'hui.
Une de ses batteries de tests les plus influentes est le Visual Object and Space Perception Battery (VOSP), publié par Elizabeth Warrington et Merle James en 1991. Cette batterie de tests est basée sur plus de vingt ans de recherches dans la perception des objets et de l'espace chez les personnes avec des lésions limitées à un seul côté du cerveau. Bien que les tests soient mis en place pour être utilisés dans la recherche, ils ont une sélectivité et de sensibilité excellentes dans un contexte clinique, ce qui conduit à leur adoption à grande échelle. La batterie VOSP est conçue pour peu impliquer les autres capacités cognitives, et est généralement facile pour les personnes sans troubles cérébraux. Certains tests de la batterie VOSP ont été incorporés dans d'autres batteries de tests, et ont aussi influencé d'autres tests de dépistage (par exemple, l'ACE-R). Le VOSP comprend huit tests non-minutés, qui peuvent être administrés ensemble ou séparément. Le VOSP est largement utilisé dans des contextes cliniques et de recherche, et il est cité dans plusieurs centaines de publications scientifiques.
Un autre test encore en usage est le test de raisonnement spatial et verbal (Verbal and Spatial Reasoning Test, abrégé en VESPAR). Le VESPAR est conçu par Elisabeth Warrington et Dawn W. Langdon en 1996. Ce test est conçu pour mesurer l'intelligence fluide de manière précise chez les patients souffrant de troubles neurologiques. Le VESPAR est divisé en six sections : trois ensembles appariés de problèmes de raisonnement verbal et spatial, dont chacun mesure l'une des trois formes de raisonnement inductif (raisonnement par exclusion, par analogie, et complétion de série). Le VESPAR utilise des stimuli facilement accessibles aux patients qui souffrent de troubles cognitifs ou physiques dus à une maladie neurologique. Il se présente sous forme de questionnaire à choix multiples, ce qui permet de réduire à la fois la charge de la mémoire à court terme et de rendre les réponses plus simples pour les patients, puisqu'ils peuvent répondre par simples gestes de pointage. La section spatiale de ce test permet de mesurer l'intelligence fluide de patients atteints d'aphasie. La partie verbale permet de mesurer la même chose pour les patients atteints de troubles visuels et spatiaux. Le VESPAR mesure plutôt les capacités instinctives d'un patient que son éducation. Ainsi, bien que développé à l'origine pour des populations de patients neurologiques adultes, ce test est adapté à un large éventail de contextes cliniques, éducatives, professionnels, et de recherche[réf. nécessaire].